# Free Music Archive
Free Music Archive (FMA) — это онлайн-хранилище Royalty-free-музыки, в настоящее время базирующееся в Нидерландах. Основанный в 2009 году радиостанцией WFMU из Ист-Оринджа, штат Нью-Джерси, и в сотрудничестве с другими станциями KBOO и KEXP, он нацелен на предоставление музыки по лицензиям Creative Commons, которую можно свободно загружать и использовать в других работах. Сервис был запущен с упором на кураторство высококачественных работ способом, «разработанным для эпохи Интернета». Пользователи также могут «давать чаевые» музыкантам с помощью пожертвований.
Хотя Free Music Archive бесплатен и открыт для всех, независимо от регистрации или других требований, письменный и аудиоконтент курируется, а разрешение на загрузку/редактирование контента предоставляется по приглашению.
В 2018 году WFMU объявила о закрытии FMA из-за сокращения финансирования. В декабре 2018 года сайт был приобретен KitSplit, а в 2019 году — Tribe of Noise.